# 德克金布
德克金布（？年—？年），嘉慶壬戌科繙譯舉人，辛未科繙譯進士，户部額外主事，盛京工部主事，調任刑部江蘇司主事兼奉天司行走，誥授奉政大夫。